# TJ Klune
Travis John Klune assina como TJ Klune (Roseburg, 20 de maio de 1982) é um escritor norte-americano de fantasia e ficção romântica com personagens gays e LGBTQ+. Ele já entrou na lista de best-sellers do The New York Times.

## Biografia
TJ Klune nasceu em Roseburg, Oregon. Ele tinha oito anos quando começou a escrever ficção. Seus trabalhos ainda jovem, em poesia e contos foram os primeiros a serem publicados. As influências na escrita de TJ Klune incluem Stephen King, Wilson Rawls, Patricia Nell Warren, Robert McCammon e Terry Pratchett.
Ele sempre quis ser escritor, com seis anos já andava com um caderno e escrevia histórias nele. Ele é um escritor queer e todos os seus livros tem foco em pessoas queer. Sobre escrever com esse foco ele diz:
| “ | Eu estou mostrando que pessoas queer podem ser felizes. Estou mostrando que as pessoas queer têm finais felizes, se apaixonam, são aceitas por seus amigos, suas famílias, sua comunidade e elas ficam melhores com isso. | ” |

Klune esteve sempre aberto sobre suas experiências vividas com assexualidade, ser queer e ter neurodiversidade, e como elas influenciam sua escrita. A ausência histórica dessas comunidades na ficção motivou escolhas no desenvolvimento dos personagens de Klune.
Em 2013, Klune pediu em casamento o autor Eric Arvin na Conferência GayRomLit em Atlanta, Geórgia. Os dois se conheceram pessoalmente pela primeira vez um ano antes, na Conferência GayRomLit de 2012 em Albuquerque, Novo México. Arvin suportou muitos anos de dificuldades de saúde e morreu em 12 de dezembro de 2016.

## Prêmios
Ganhou em 2013 o Lambda Literary Award com o livro Into This River I Drown na categoria Romance Gay. Ganhou em 2020 com o livro The House in the Cerulean Sea o Alex Award na categoria Romance e o Mythopoeic Fantasy Award na categoria Literatura Adulta.

### The Seafare Chronicles
1. Bear, Otter, and the Kid (2011)
2. Who We Are (2012)
3. The Art of Breathing (2014)
4. The Long and Winding Road (2017)

### At First Sight
1. Tell Me It's Real (2013)
2. The Queen & the Homo Jock King (2016)
3. Until You (2017)
4. Why We Fight (2019)

### Tales From Verania
1. The Lightning-Struck Heart (2015)
2. A Destiny of Dragons (2017)
3. The Consumption of Magic (2017)
4. A Wish Upon the Stars (2018)
5. The Damning Stone (2022)

- Fairytales From Verania (2021) (coleção de contos)

### How To Be
1. How To Be a Normal Person (2015)
2. How To Be a Movie Star (2019)

### Green Creek
1. Wolfsong (2016) no Brasil: Wolfsong - O Chamado (Morro Branco, 2023)
2. Ravensong (2018) no Brasil: Ravensong - Os Laços (Morro Branco, 2024)
3. Heartsong (2019)
4. Brothersong (2020)

### Immemorial Year
1. Whitered Sere (2016)
2. Crisped Sere (2016)

### The Extraordinaries
1. The Extraordinaries (2019)
2. Flash Fire (2021)
3. Heat Wave (2022)

### House in the Cerulean Sea
- The House in the Cerulean Sea (2019) A Casa no Mar Cerúleo no Brasil: (Morro Branco, 2022) em Portugal: (Desrotina, 2022)
- Somewhere Beyond the Sea (2024)

### Livros isolados
- Burn (2012)
- Into This River I Drown (2013)
- John & Jackie (2014)
- Murmuration (2016)
- Olive Juice (2017)
- The Bones Beneath My Skin (2018)
- Under the Whispering Door (2021) no Brasil: Além da Porta Sussurrante (Morro Branco, 2023)
- In the Lives of Puppets (2023)